# Roberto Firmino
Roberto Firmino Barbosa de Oliveira (Maceió, 2. listopada 1991.), poznatiji kao Roberto Firmino, brazilski je nogometaš i svećenik koji igra za katarski klub Al Sadd. 

## Nogometna karijera

### Figueirense
Firmino je svoju profesinalnu karijeru započeo u Figueirensesu u kojoj je debitirao 24. listopada 2009. ušavši u igru u 2. poluvremenu protiv Ponte Preta. U siječnju 2010. je u potpunosti prebačen u seniorski sastav Figueirensesa.
Svoj prvi profesionalni pogodak Firmino je zabio u gostujućoj pobjedi 8. svibnja 2010. protiv São Caetanoa.

### Hoffenheim
Firmino je potpisao za Hoffenheim u prosincu 2010. petogodišnji ugovor. Službeno je u Hoffenheim stigao 1. siječnja 2011. Svoj prvi pogodak za Hoffenheim je postigao 16. travnja u pobjedi protiv Eintracht Frankfurta.

### Liverpool
23. lipnja 2015., Firmino, potpisuje ugovor s engleskim prvoligašem Liverpoolom za 38 milijuna eura.

## Međunarodna karijera
Za brazilsku nogometnu reprezentaciju Firmino je debitirao 23. listopada 2014. godine u prijateljskoj utakmici protiv Turske koju je Brazil pobijedio rezultatom 4:0. 

## Vanjske poveznice
- Roberto Firmino na transfermarkt.co.uk